# Buena vida-Delivery
Buena vida - Delivery es una película argentina de comedia dramática de 2004 coescrita y dirigida por Leonardo Di Cesare. Es una coproducción entre Argentina, Francia y Países Bajos.

## Sinopsis
A sus 24 años, Hernán trabaja de mensajero en Argentina y vive solo desde que su familia emigró a España debido a la crisis argentina de 2001. La casa familiar se le hace demasiado grande, llena de recuerdos pero sin calor humano. Además, está enamorado de Patricia (Pato), una empleada de una estación de servicio que busca un sitio donde vivir. Como no se decide a contarle lo que siente por ella, Hernán la ofrece una habitación en alquiler. Y cuando comienza una relación amorosa que parece idílica, los familiares de Pato llegan desde el «interior» del país y se alojan durante una noche en casa de Hernán. Sin embargo, esa noche se convertirá en muchas más, y los familiares de Pato irán ocupando la casa de Hernán hasta el punto de que Venancio, el padre de Pato, decide poner en funcionamiento una churreria allí mismo. Para colmo, mientras Hernán medita cómo echar a toda esa gente pierde su trabajo y ve cómo Pato está cada vez más distante en su relación.

## Premios
- Festival Internacional de Cine de Mar del Plata Mejor Película y Mejor Guion en el año 2004.
- Festival de Cine Latinoamericano de Toulouse Premios Coup de Cœur a la Mejor Película en el año 2004.

## Aclaración
- Este artículo es una obra derivada de «[ ]» por periodistas de 20minutos.es, disponible bajo la licencia Creative Commons Atribución-CompartirIgual 3.0 Unported.

- Datos: Q5582708